# Papa Ioan Paul I
Papa Ioan Paul I (născut Albino Luciani; n. 17 octombrie 1912, Canale d'Agordo, Veneto, Italia – d. 28 septembrie 1978, Vatican) a fost papă al Bisericii Catolice din 26 august până în 28 septembrie 1978. Pontificatul său a durat 33 zile și a fost unul din cele mai scurte din istorie.
Ioan Paul I a fost primul papă care și-a ales un nume dublu, prin aceasta realizând un act de onoare în cinstea celor doi predecesori ai săi direcți, Ioan al XXIII-lea și Paul al VI-lea.
Papa Francisc l-a proclamat fericit în data de 4 septembrie 2022. Sărbătoarea sa este pe 26 august, ziua alegerii sale ca papă în anul 1978.

## Biografie

### Familia și studiile

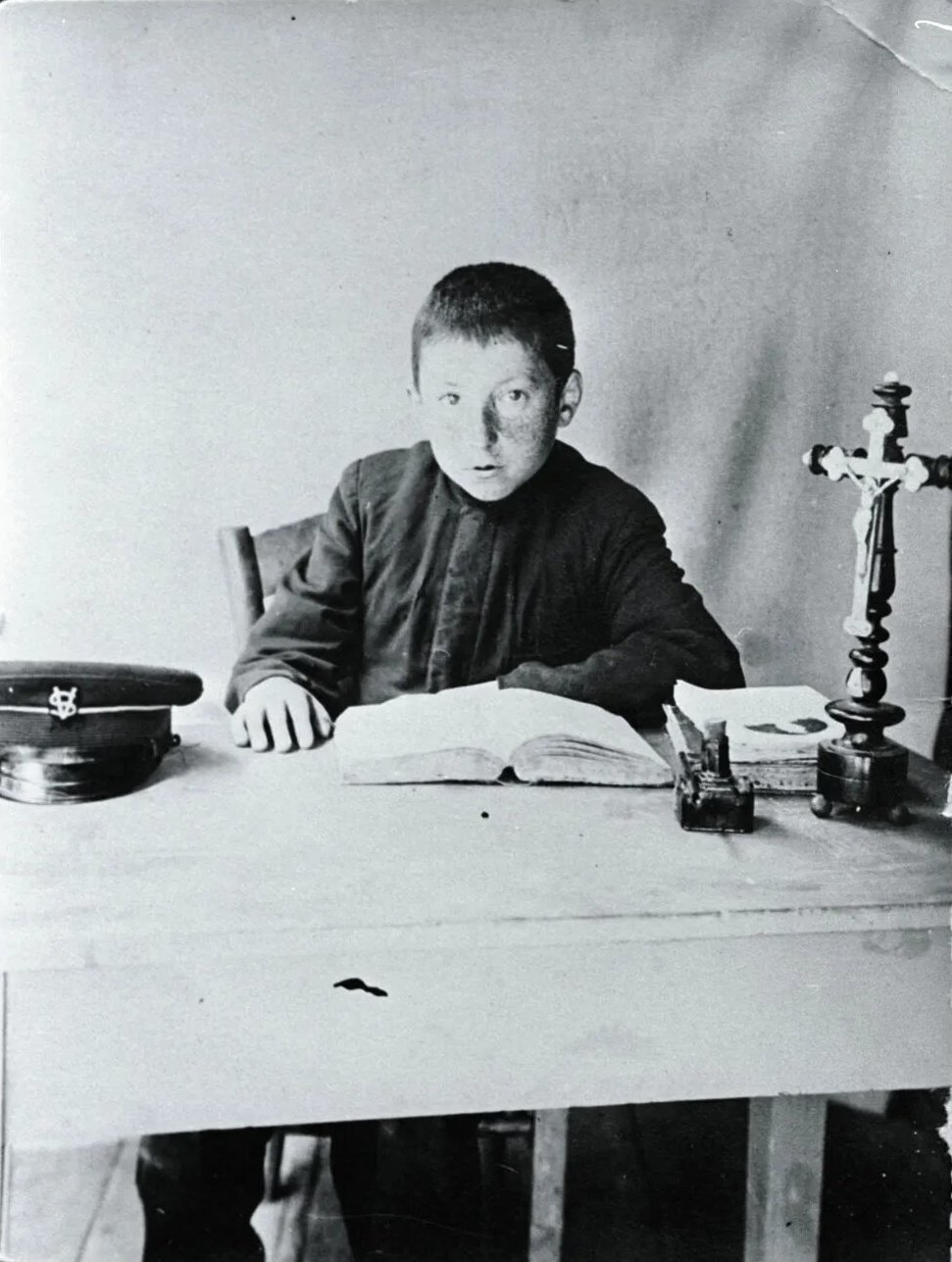
Albino Luciani elev în vârstă de aproximativ 10 ani (fotografie din 1922 sau 1923)

Albino Luciani s-a născut într-o familie săracă, pe 17 octombrie 1912 în Forno de Canale (actualul oraș Canale d'Agordo), în nordul Italiei. Tatăl său, Giovanni Luciani, a fost de meserie zidar, iar mama sa Bortola a fost casnică. În anul 1915 s-a născut fratele său Federico. Acesta a murit un an mai târziu. Fratele său Edoardo (1917–2008) și sora sa Antonia (1920–2010) au trăit mai mult decât întâiul născut, Albino Luciani.
Albino Luciani a fost admis ca seminarist al diecezei de Belluno și hirotonit preot în data de 7 iulie 1935. Ulterior a obținut doctoratul în teologie la Universitatea Pontificală Gregoriana din Roma. A slujit ca vice-rector al seminarului diecezan din 1937 până în 1947, totodată predând noțiuni de teologie dogmatică, teologie morală, drept canonic și artă creștină.

### Cariera ecleziastică
În anul 1948 a fost numit pro-vicar general și în 1958 vicar general al diecezei sale, înainte de a fi numit episcop de Vittorio Veneto, în anul 1958, de papa Ioan al XXIII-lea. Ca episcop a participat la toate sesiunile Conciliului Vatican II (1962-1965). La data de 15 decembrie 1969 a fost numit patriarh al Veneției de papa Paul al VI-lea, începând să conducă eparhia în mod efectiv începând cu data de 3 februarie 1970. În cadrul consistoriului din 5 martie 1973, papa Paul al VI-lea l-a ridicat la rangul de cardinal.
Ioan Paul I a fost o persoană tăcută, modestă, cu simțul umorului. În cadrul mesajului de după rugăciunea Angelus („Îngerul Domnului”) din 27 august, rostit în prima sa zi de pontificat, a impresionat întreaga lume prin simplitatea sa neprefăcută. O altă trăsătură de caracter a fost smerenia sa deosebită. Un exemplu în acest sens a constat în reacția pe care a avut-o atunci când papa Paul al VI-lea și-a luat epitrahilul și l-a așezat pe umerii lui Luciani, în timp ce acesta era cardinal:
„Papa Paul al VI-lea m-a făcut să roșesc până la rădăcinile firelor de păr, în prezența a 20.000 de oameni, pentru că și-a dat jos epitrahilul și l-a așezat pe umerii mei. Niciodată nu am roșit atât de tare”.

## Conclavul din august 1978
La conclav au participat 111 cardinali, dintre aceștia aproximativ 100 (în funcție de sursă) au votat pentru cardinalul Albino Luciani.

## Stema pontificatului

Stema papei Ioan Paul I

Fundalul stemei este albastru, peste care se înalță munții italieni în șase secțiuni descrescențe argintii, începând cu partea superioară, desenul grafic cuprinzând în extremitatea superioară trei stele aurii cu cinci colțuri; Scaunul patriahal al Sfântului Marcu este prezentat pe un fundal argintiu, leul înaripat, simbolul Evanghelistului Marcu, ținând o carte cu inscripția PAX TIBI MARCE EVANGELISTA MEUS („Pace ție Marcu, vestitorul meu”).
Interpretarea simbolistică a acestei steme este următoarea: Culorile de fundal care predomină în cadrul acestei steme sunt albul și albastrul, de asemenea culori marine, care indică reînnoirea lumii prin actul Învierii lui Isus Cristos (albul) și călăuzirea eternă a lumii prin Providența Sfintei Treimi (albastrul). Simbolul leului este cel al evanghelistului Marcu, încă din primele secole creștine. Cele trei stele indică perfecțiunea și strălucirea trinitară. Prin contrapunerea celor șase munți, este inclus în descriere planul terestru, întreaga imagine reprezentând un dialog al lumii cerești trinitare cu lumea pământească, ce aspiră spre înălțimile virtuților (simbolul muntelui) și înălțarea prin credință la înțelegerea tainei credinței (simbolul stelei). Întreaga descriere grafică se fundamentează pe simbolurile papale clasice, tiara papală cu cele trei coroane (triregnum) și cele două chei, cheile împărăției, care simbolizează puterea de a lega și dezlega în cer și pe pământ.

## Decesul
În data de 28 septembrie 1978, la doar 33 de zile după alegere, papa Ioan Paul I a murit subit. Vaticanul a declarat oficial că papa a murit de infarct miocardic, diagnostic care însă nu este bazat pe rezultatul unei autopsii. Lipsa unei autopsii a condus la apariția unor teorii ale conspirației privind decesul papei, în ciuda faptului că neefectuarea unei autopsii este practica obișnuită la Vatican în cazul decesului unui papă, și chiar legea Vaticanului interzice efectuarea acestei operațiuni.

## În film
În filmul Nașul: Partea a III-a, realizat de Francis Ford Coppola în anul 1990, cardinalul Lamberto este ales papă și își ia numele de Ioan Paul I. În urma descoperirii unor iregularități financiare, papa este otrăvit de arhiepiscopul Gilday, personaj considerat a fi o trimitere la arhiepiscopul Paul Marcinkus⁠(en)[traduceți]. Rolul papei Ioan Paul I a fost interpretat de actorul Raf Vallone.

## Beatificarea

### Recunoașterea virtuților
După moartea sa, credincioșii păstrându-i o bună amintire defunctului papă au cerut, prin intermediul unei petiții semnate de episcopi brazilieni în 1990, deschiderea cauzei de beatificare a lui Albino Luciani.
La 23 noiembrie 2003 procesul de beatificare a fost deschis în Catedrala din Belluno. Procedura diocezană a fost încheiată la 10 noiembrie 2006. La 27 iunie 2008 Dicasteriul pentru Cauzele Sfinților a publicat decretul de validitate a procesului diocezan.
Bibliografia, sub formă de dosare, pentru această beatificare, a fost remisă prefectului Congregației pentru Cauzele Sfinților, Angelo Amato, la 17 octombrie 2012. Papa Francisc a recunoscut la 9 noiembrie 2017 virtuțile eroice ale papei Ioan Paul I, declarându-l astfel venerabil.

### Slujba de beatificare
La 13 octombrie 2021 papa Francisc a recunoscut caracterul minunat de însănătoșire a unei fetițe argentiniene de 11 ani, în 2011, atribuite mijlocirii lui Ioan Paul I, și a semnat decretul care permitea beatificarea acestuia.
Papa Francisc l-a declarat fericit în data de 4 septembrie 2022, în timpul unei Sfinte Liturghii celebrate în Piața Sfântul Petru din Roma. Sărbătoarea sa a fost stabilită pentru 26 august, data alegerii sale ca papă.